# Style néo-Tudor

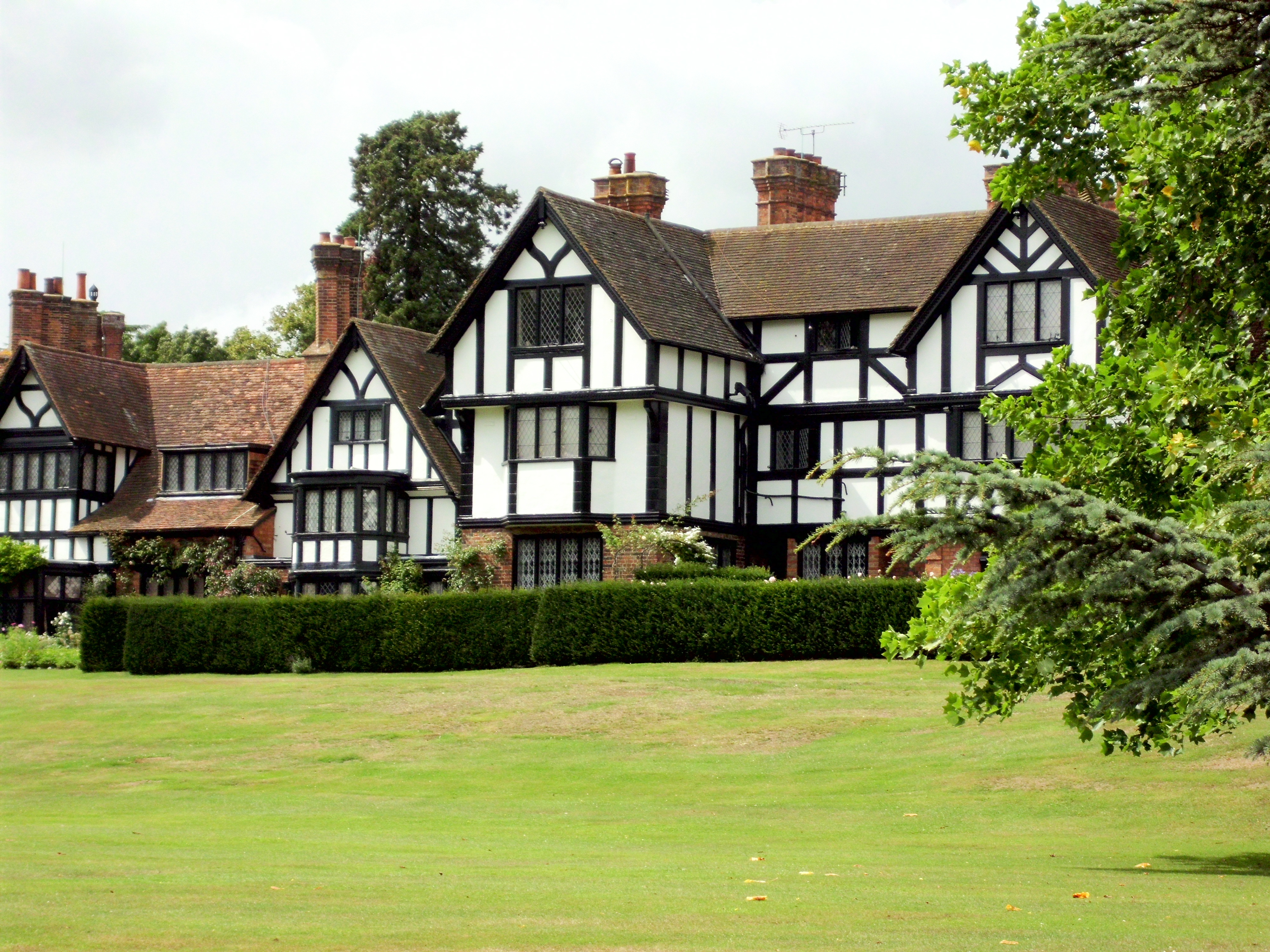
Ascott House, un exemple de style néo-Tudor.

Le style néo-Tudor est un style architectural historiciste apparu au XIXe siècle et qui connut son essor sous une nouvelle forme entre 1900 et 1930. Le néo-Tudor de seconde génération emprunte beaucoup d’éléments de la tradition médiévale, rappelant davantage l'architecture vernaculaire médiévale plutôt que celle de la période Tudor (1485-1603), qui couvre la Renaissance anglaise. Ainsi, l’utilisation d’un colombage d’apparat (des planches de bois décoratives), les toits en demi-croupe et à combles brisés constituent les caractéristiques principales de ce style. Le style Tudorbéthain, associant des éléments éclectiques afin de créer une architecture pittoresque peut être relié au style dit Tudor dans la mesure où les deux peuvent être reliés au mouvement Merry England, constituant entre autres une idéalisation de la maison de campagne à pans de bois, qui s'inspire également du mouvement Arts and Crafts.
Le style néo-Tudor a été influent au Royaume-Uni et dans les colonies britanniques, ainsi qu'aux États-Unis.

## Origine

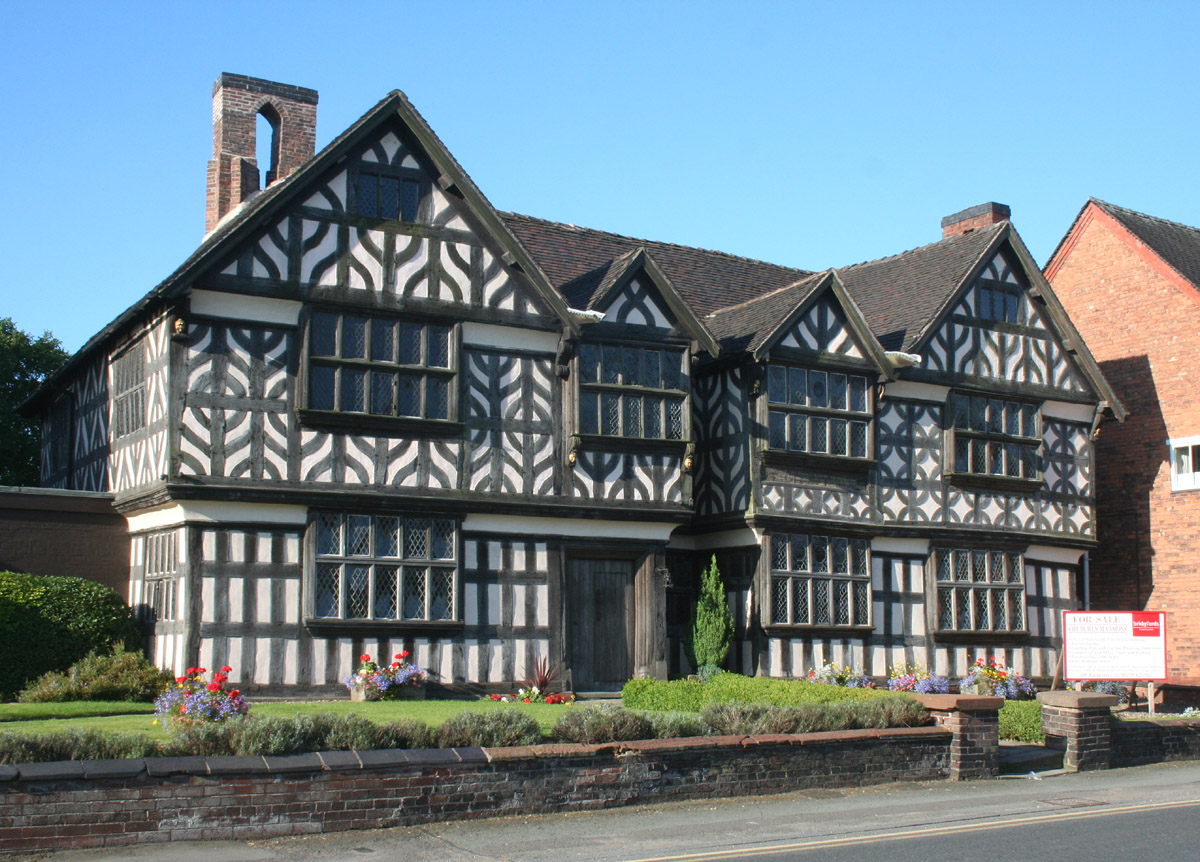
Churche's Mansion, manoir construit à Nantwich en 1577.

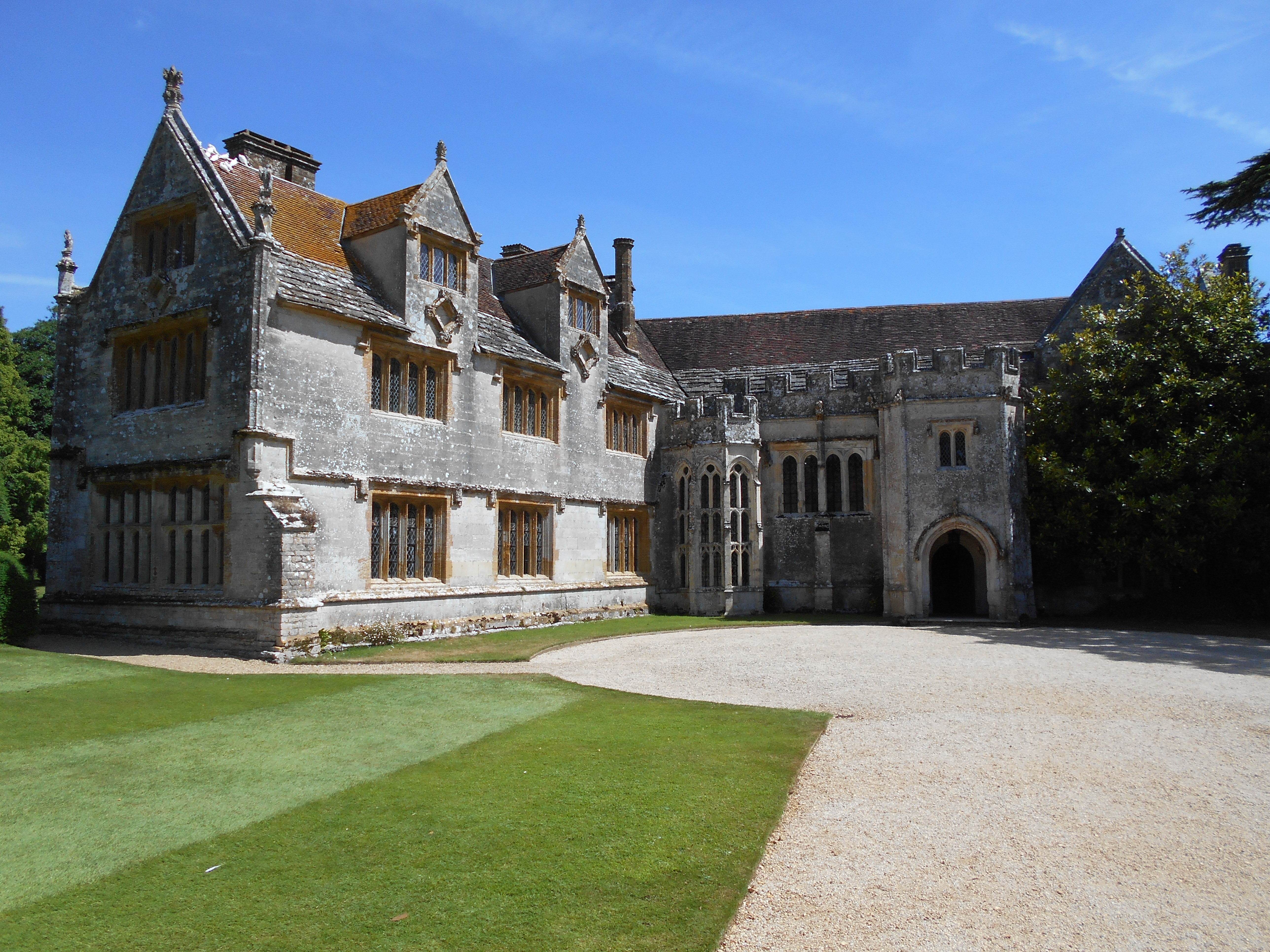
Le manoir d'Athelhampton, construit entre 1493 et 1550 dans les environs de Dorchester.

L'architecture Tudor renvoie généralement aux édifices construits sous les règnes des quatre premiers monarques de la dynastie Tudor, et plus spécifiquement à la période 1485 et 1560. Cette architecture se rencontre notamment dans les parties les plus anciennes du château de Hampton Court (construit à partir de 1515 dans le style gothique perpendiculaire). L'historien britannique Malcolm Airs, dans son étude The Tudor and Jacobean Country House: A Building History, considère le passage du château privé à la modeste maison de campagne comme siège du pouvoir et centre de l'hospitalité comme « l'une des grandes réalisations de l'époque Tudor ».  Les changements ultérieurs de goût parmi les membres de la cour ont permis l'émergence de l'architecture élisabéthaine à travers les nombreuses demeures que l'élite de la noblesse anglaise se faisait construire, n'assimilant que partiellement l'architecture de la Renaissance et conservant une conception héritée de l'époque gothique. Malgré l'intensification des échanges, avec les Pays-Bas notamment, permettant un usage plus large de la brique, l'architecture vernaculaire anglaise était toujours privilégiée au XVIe siècle pour les constructions plus modestes.
Lorsque le style Tudor a été redécouvert et remis au goût du jour, l'accent fut généralement mis sur les aspects modestes, rustiques et pittoresques de l'architecture Tudor et non sur ses aspects monumentaux. Cette interprétation amena les architectes à finalement imiter un certain type de maison médiévale ainsi que les cottages ruraux. Bien que la modestie demeure généralement un aspect important de ce style, des éléments tels que des toits à forte pente, des colombages au remplissage de briques en chevrons, de hautes fenêtres à meneaux, des souches de cheminées somptueusement décorées, un premier étage en encorbellement voire soutenu par un portique ou encore l'usage de lucarnes maintenues par des consoles de bois ont contribué à rendre plus impressionnants certains édifices de style Tudor, pensés alors davantage comme des manoirs que comme de simples logis de ferme.

## Développement

### Première moitié duXIXesiècle

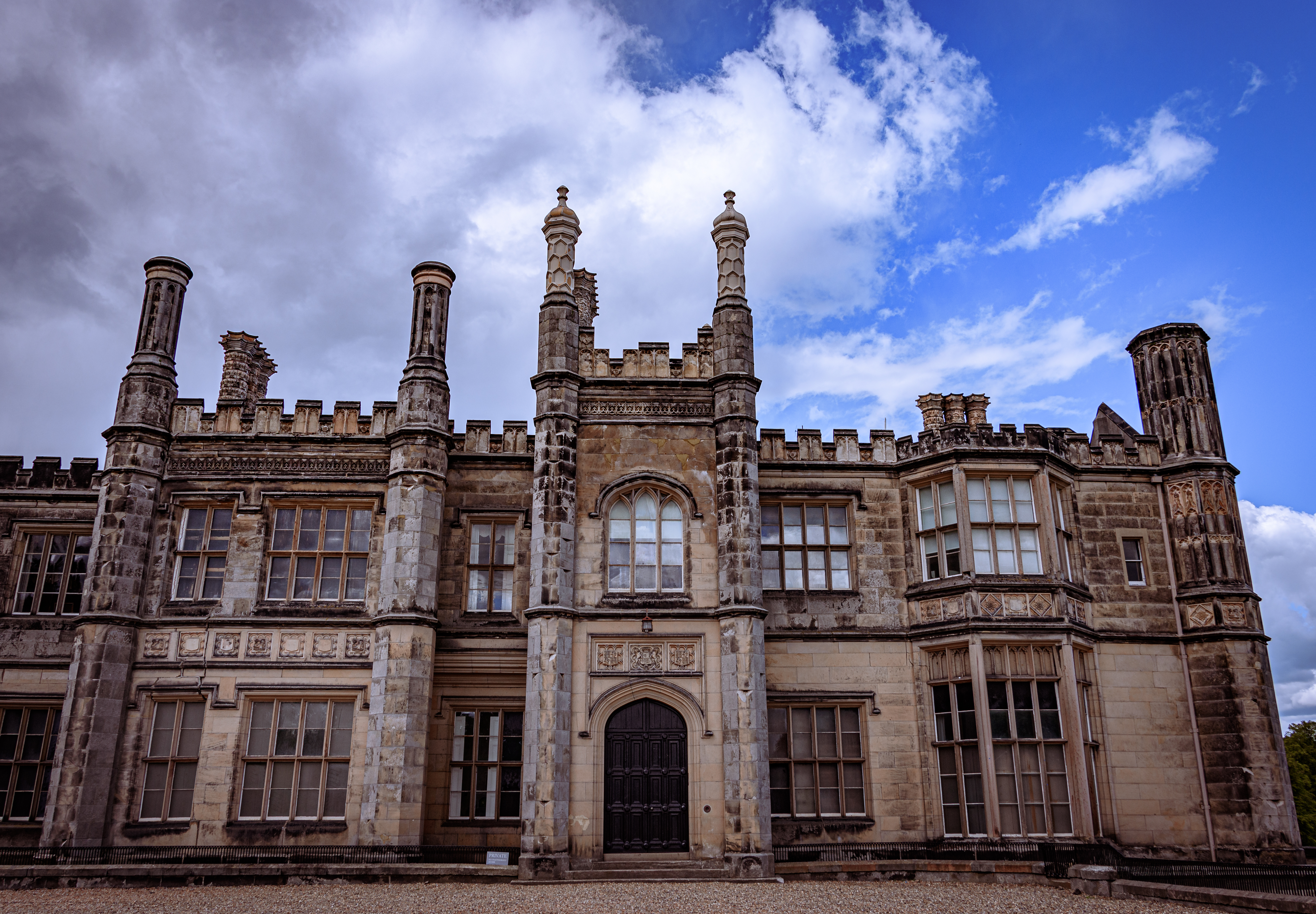
Dalmeny House, construit en 1817 par William Wilkins dans les environs de Dalmeny.

Bien que le style gothique soit resté populaire en Grande-Bretagne même après l'introduction de l'architecture de la Renaissance au XVIe siècle puis du baroque au XVIIe siècle, il s'est progressivement laissé supplanté par l'architecture classique. L'architecture gothique s'est vue réservée à la construction d'églises, voire de bâtiments universitaires. Or, depuis la Réforme, la construction d'églises a subi un coup d'arrêt massif en Angleterre. Cependant, lorsqu'une annexe devait être ajoutée à un ensemble architectural gothique, celle-ci devait respecter le style d'origine de l'ensemble au sein duquel elle s'inscrivait, ce qui a conduit l'architecte classique Christopher Wren à construire un clocher gothique pour l'église londonienne de Saint Dunstan-in-the-East (en) (1668-1671) et à concevoir une tour du même style pour l'entrée du collège Christ Church de l'université d'Oxford (1681-1682). Par la suite, la Codrington Library de Nicholas Hawksmoor et la façade principale du collège All Souls à Oxford (1751) sont les exemples les plus notables de survivance gothique à l'époque baroque. 
Le style Tudor constitue à certains égards la dernière phase de l'architecture gothique en Angleterre, après le gothique perpendiculaire. Ainsi, de nombreux édifices Tudor ont été agrandis dans le respect de cette unité de style, quitte à reproduire un style gothique classicisé. Étant donné le nombre important d'édifices construits durant la période Tudor, cela a amené les premiers partisans du néogothique au XVIIIe siècle à privilégier le gothique tardif du style Tudor.
Ainsi, pour l'ensemble de neuf cottages de Blaise Hamlet (en), construit vers 1810-1811 par un banquier de Bristol pour ses employés à la retraite, John Nash a fait preuve d'une appropriation sélective du style gothique, en favorisant le gothique tel que perpétué sous l'époque Tudor, à l'image des souches de cheminées en briques torsadées, dont le rôle est de donner un effet pittoresque et attrayant aux maisons bourgeoises. Contrairement aux cottages de Blaise Hamlet, Dalmeny House près d'Édimbourg, construite par William Wilkins en 1817, est une grande demeure seigneuriale prenant pour modèle les châteaux construits au début de la période Tudor. L'architecte s'est plus particulièrement inspiré du manoir East Barsham dans le Norfolk , construit aux environs de 1520. Ce style présentait une ornementation moins élaborées que dans d'autres formes du gothiques tardif, ce qui rendait ce style plus abordable. À ce stade, ce style était généralement réservé aux résidences de campagne plutôt qu'aux maisons de villes. Le style Tudor était cependant facilement adaptable à tout type de construction, notamment les maisons basses construites alors en série en périphéries des agglomérations importantes au Royaume-Uni. L'architecture officielle s'est également emparée du style Tudor à partir des années 1820, à l'instar des réalisations universitaires de William Wilkins ou encore de Philip Hardwick, tels que le Grand hall et la bibliothèque de Lincoln's Inn, construits dans les années 1840. Souvent cependant, l'influence du style gothique perpendiculaire est prégnant. 

### Seconde moitié duXIXesiècle

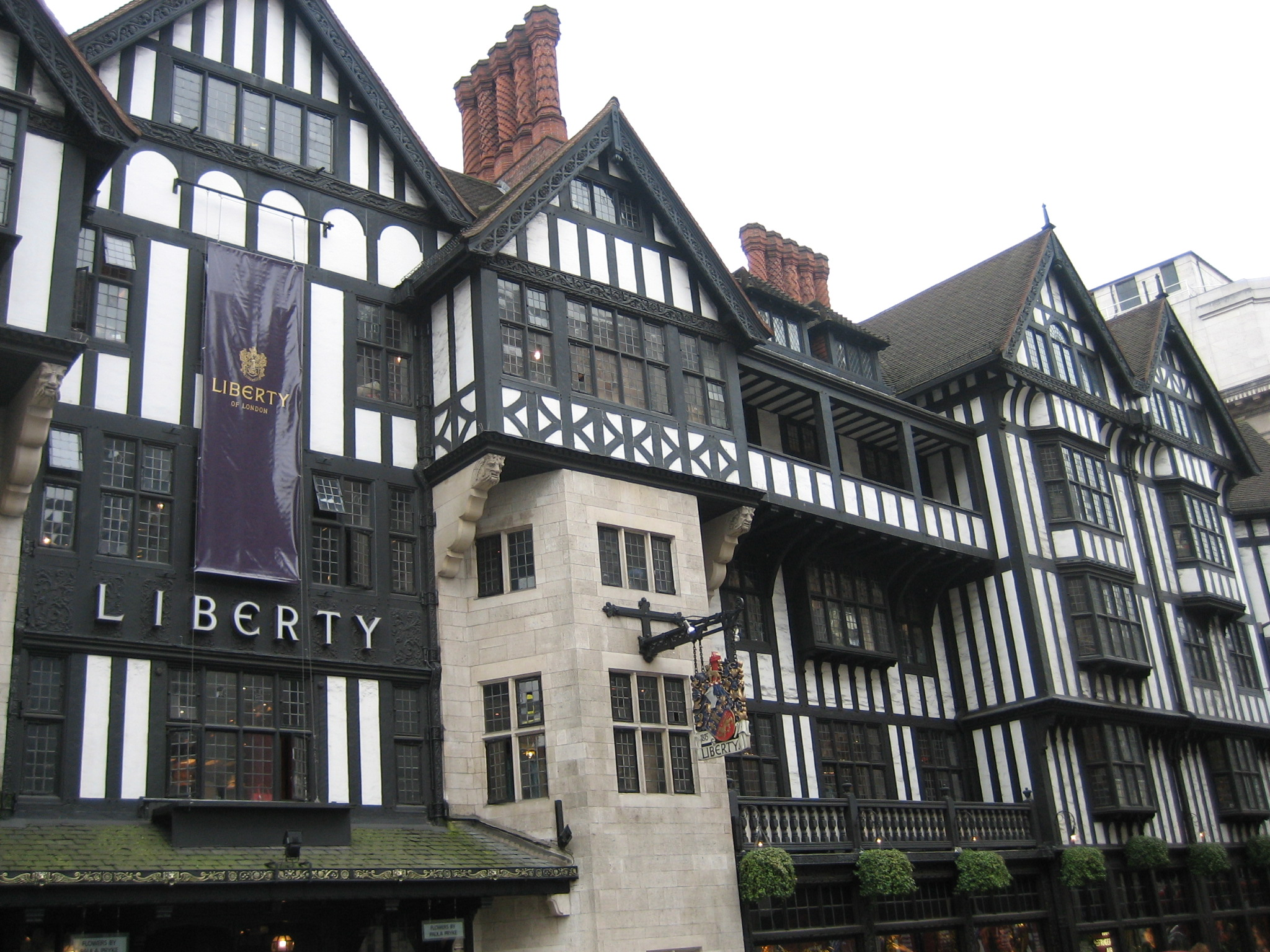
Le magasin Liberty, construit à Londres en 1875.

Le style néo-Tudor est progressivement devenu une réaction au néo-gothique victorien qui connut son apogée durant la seconde moitié du XIXe siècle. Rejetant la production de masse introduite par l'industrie à cette époque, le mouvement Arts and Crafts s'est alors inspiré en architecture des styles Tudor (notamment Elisabéthain) et Jacobéen. 
A la fin du XIXe siècle, le style Tudor a souvent été associé au style Queen Anne, ce dernier se référant pourtant à une architecture bien plus tardive développée notamment sous le règne d'Anne Stuart (1702-1714).
À partir des années 1880, les architectes adeptes du style néo-Tudor se sont davantage inspirés du cottage élisabéthain, modeste mais pittoresque, que des édifices de brique et de pierre somptueux et monumentaux comme ceux de Hampton Court ou encore de Compton Wynyates.
Cependant, rares sont les maisons construites réellement en pans de bois, étant donné que pour des raisons pratiques, les colombages sont le plus souvent employés comme revêtement sur un mur de brique. 
Les premières cités-jardins pensées et réalisées à la fin du siècle en Angleterre prenaient généralement comme modèle un village élisabéthain idéalisé, constitué de quelques maisons pittoresquement regroupées autour d'un étang. Le souci de vérité historique des architectes se heurtait à la volonté de créer de l'ancien de toutes pièces afin de servir la dimension pittoresque et romantique de cette architecture. Ainsi, ces petits villages devaient être conçus de telle manière qu'un visiteur puisse croire qu'ils se sont développés organiquement. L'architecture néo-Tudor en ville obéissait à ces mêmes préoccupations, ainsi le magasin Liberty construit à Londres en 1875 imite parfaitement le style d'une grande demeure du XVIe siècle.

### XXesiècle

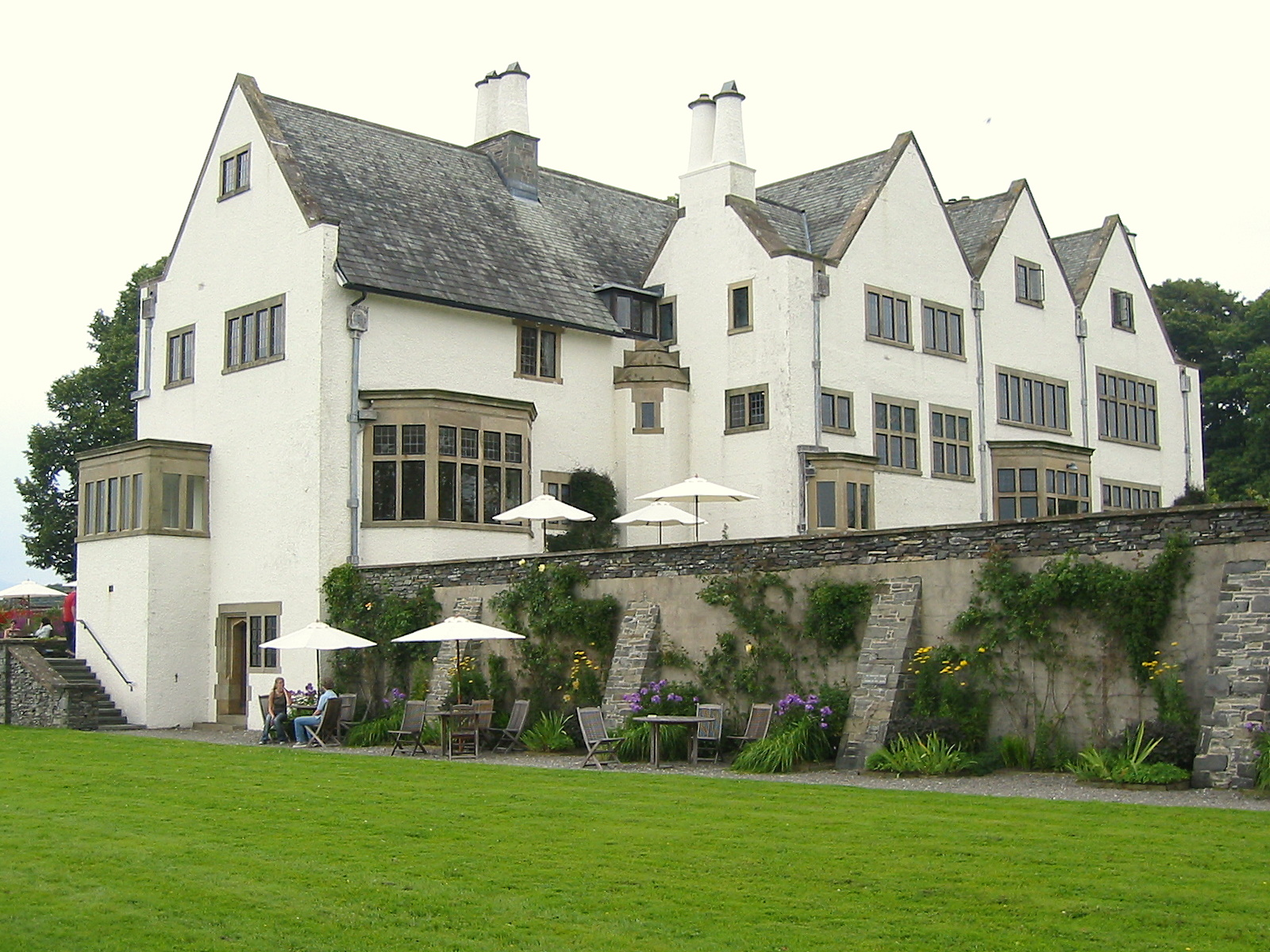
La maison Blackwell, construite entre 1898 par Baillie Scott à Lake District.

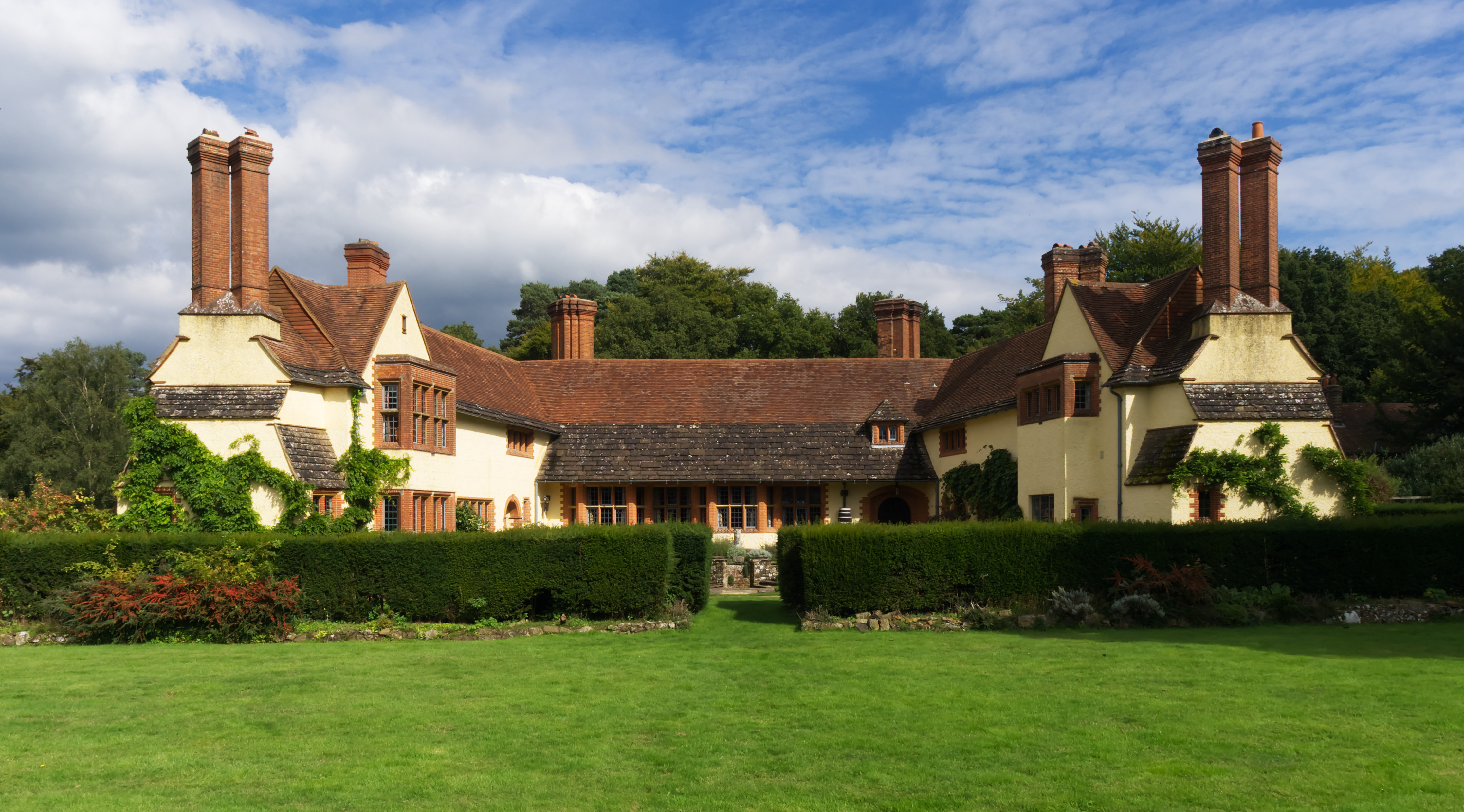
La maison de campagne Goddards, construite par Edwin Lutyens en 1899 à Abinger.

Edwin Lutyens (1864-1944) fut l'architecte qui œuvra le plus au développement puis au dépassement du style néo-Tudor au XXe siècle. Ainsi, à Deanery Garden dans le Berkshire, construit en 1899, des détails architecturaux comme la balustrade en brique ajourée, l'oriel aux petits carreaux de verre, les larges avant-toits ou la mise en valeur des souches de cheminées groupées étaient devenus des emprunts conventionnels au style Tudor. Aussi Lutyens chercha-t-il à redéfinir ce style devenu impersonnel. 
Mackay Hugh Baillie Scott et George Blair Imrie (en) figurent également parmi les architectes influents convertis au style néo-Tudor, se fondant sur les conceptions de Lutyens qui avait contribué à faire du néo-Tudor un style pouvant être réinterprété de manière originale par n'importe quel architecte, c'est-à-dire en s'émancipant des modèles originaux.
Après la Première Guerre mondiale, de nombreuses banlieues extérieures de Londres se sont développées en faisant la part belle au style néo-Tudor, ce style reflétant la nostalgie qu'éprouvaient un nombre croissant d'Anglais pour des valeurs traditionnelles, associées au monde rural. Cependant, la construction en série de nombreuses maisons néo-Tudor a contribué à dévaloriser ce style en favorisant l'émergence d'une architecture de moindre qualité. Cet essor que connaît le style néo-Tudor comme architecture pavillonnaire de banlieue peut également s'observer aux États-Unis ainsi qu'en Australie, l'association du style Tudor aux colombages étant alors acquise.

## Galerie

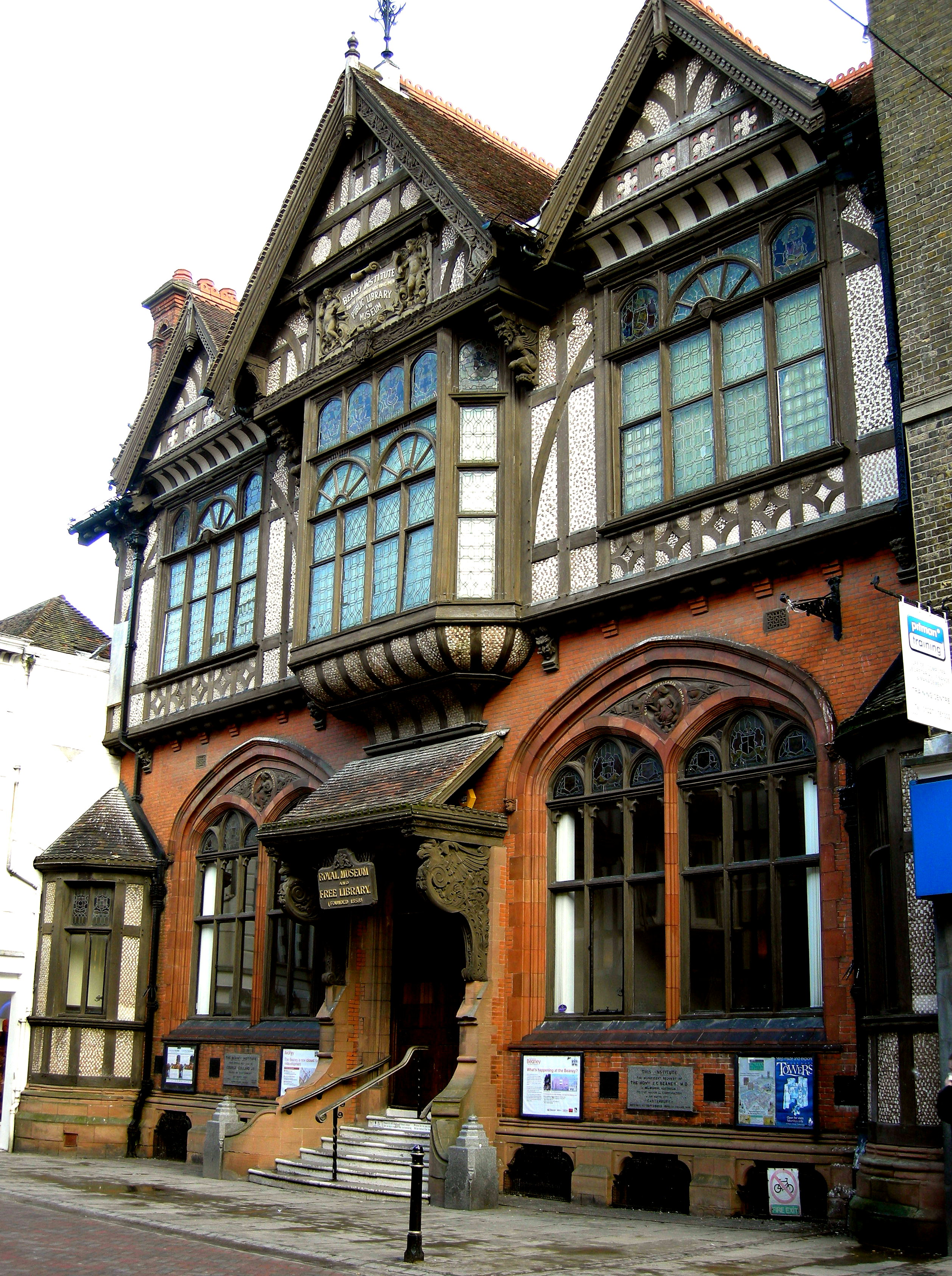
Le Beaney Institute (en), construit en 1899 à Canterbury.
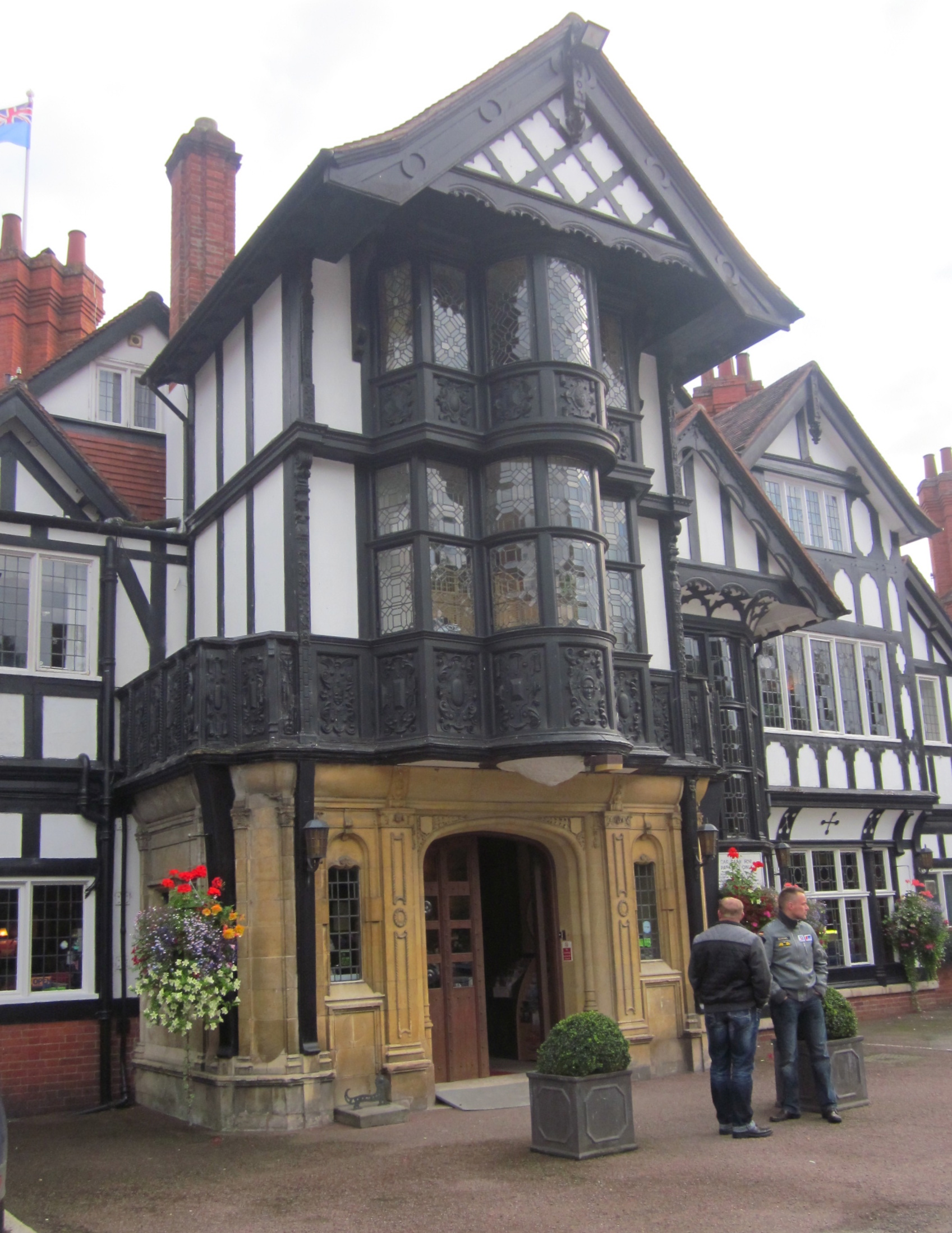
Le Petwood Hotel, construit à partir de 1905 à Woodhall Spa, dans les environs de Horncastle (Lincolnshire).
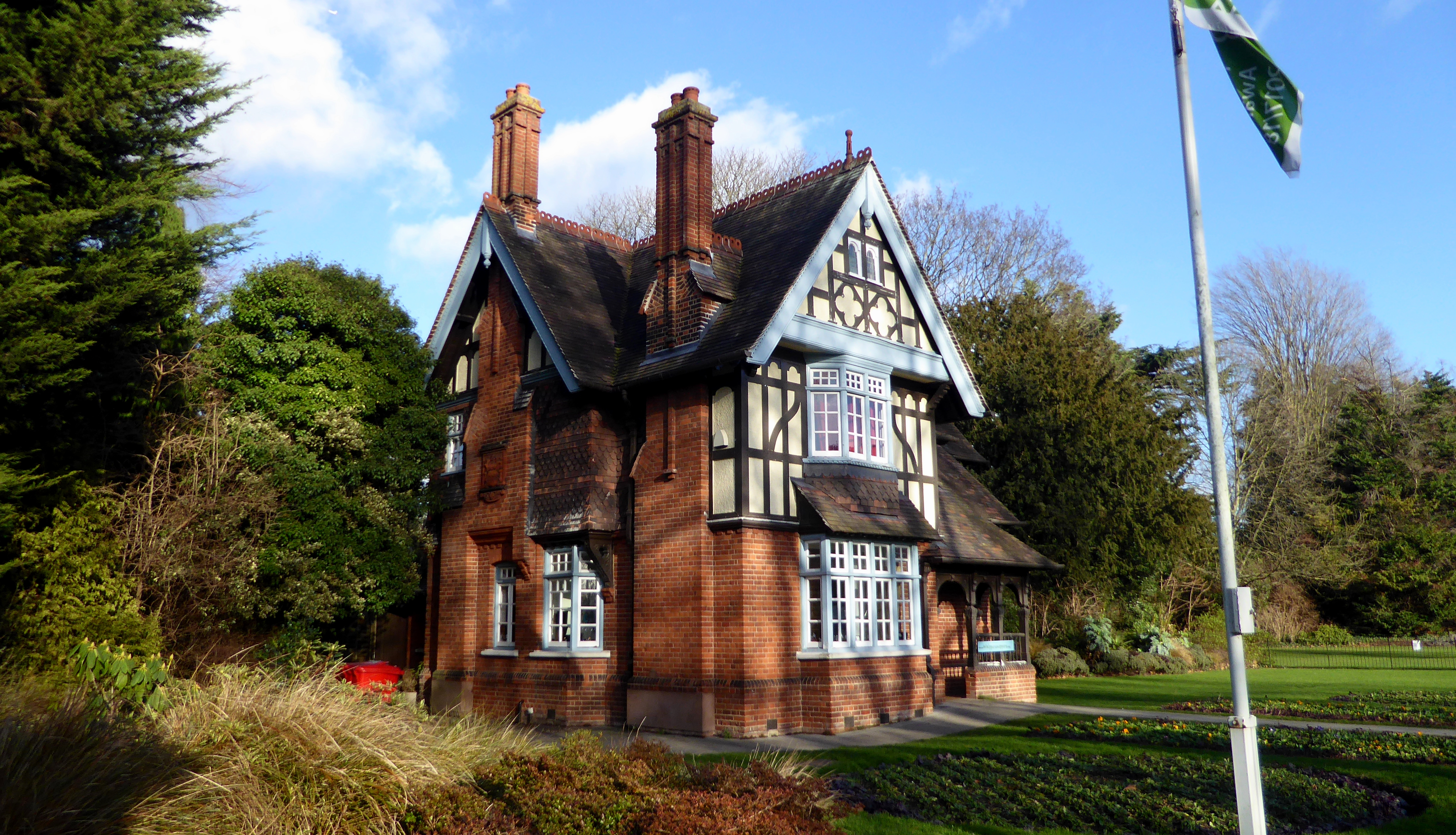
Maison de style néo-Tudor à Dulwich.
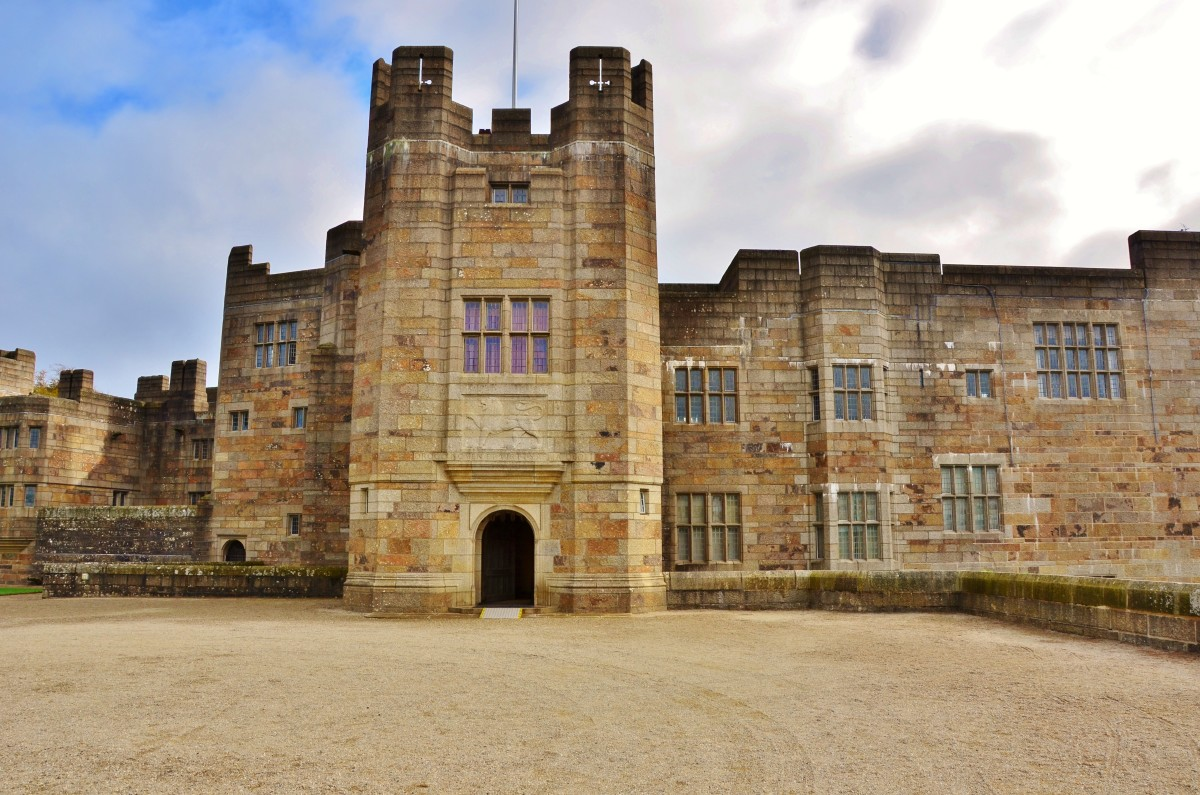
Castel Drogo (en), construit par Edwin Lutyens dans les environs de Drewsteignton (Devon) entre 1911 et 1930.
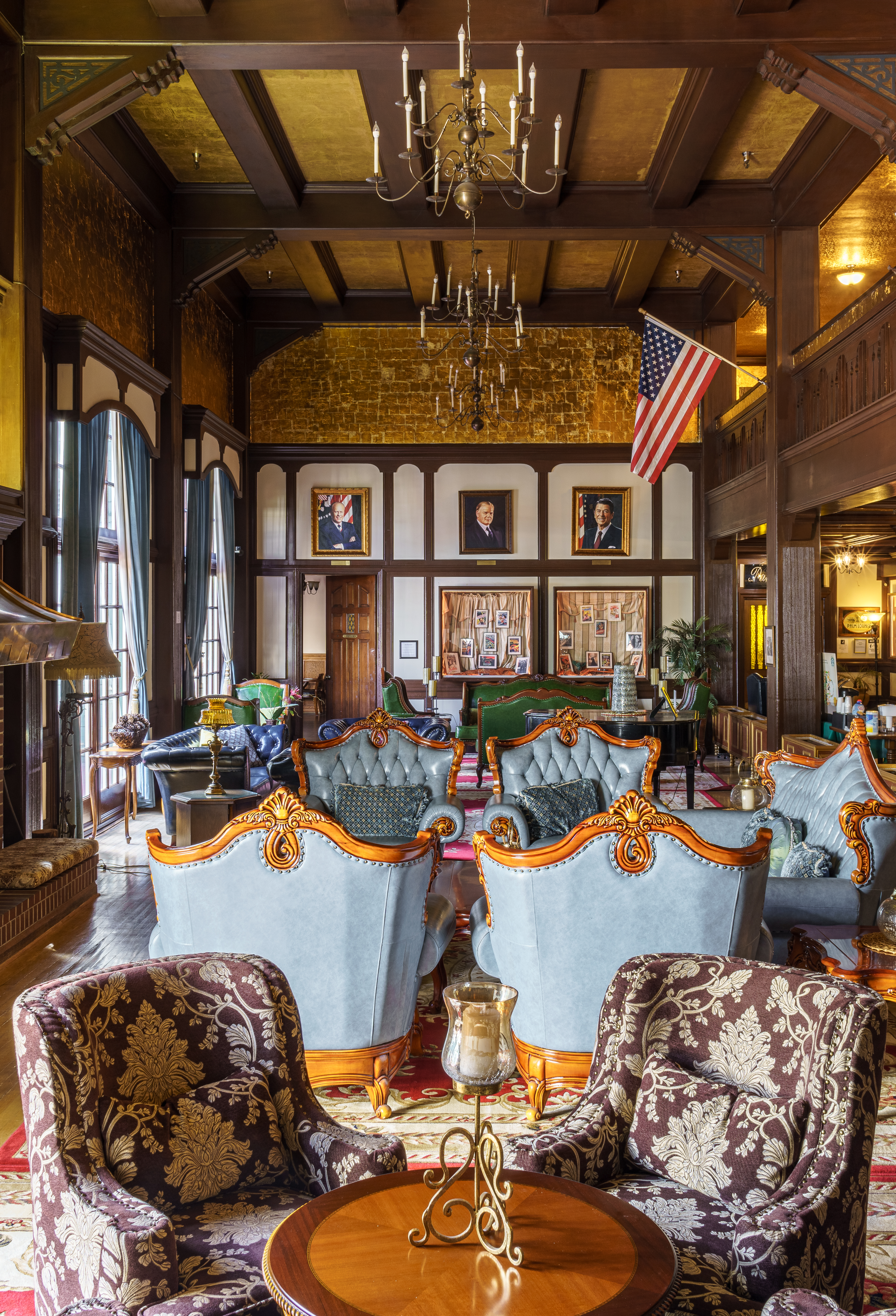
L'entrée de l'Eureka Inn (en), de style néo-Tudor, à Eureka (Californie). Ce lieu est enregistré au Registre national des lieux historiques. Photo août 2020.
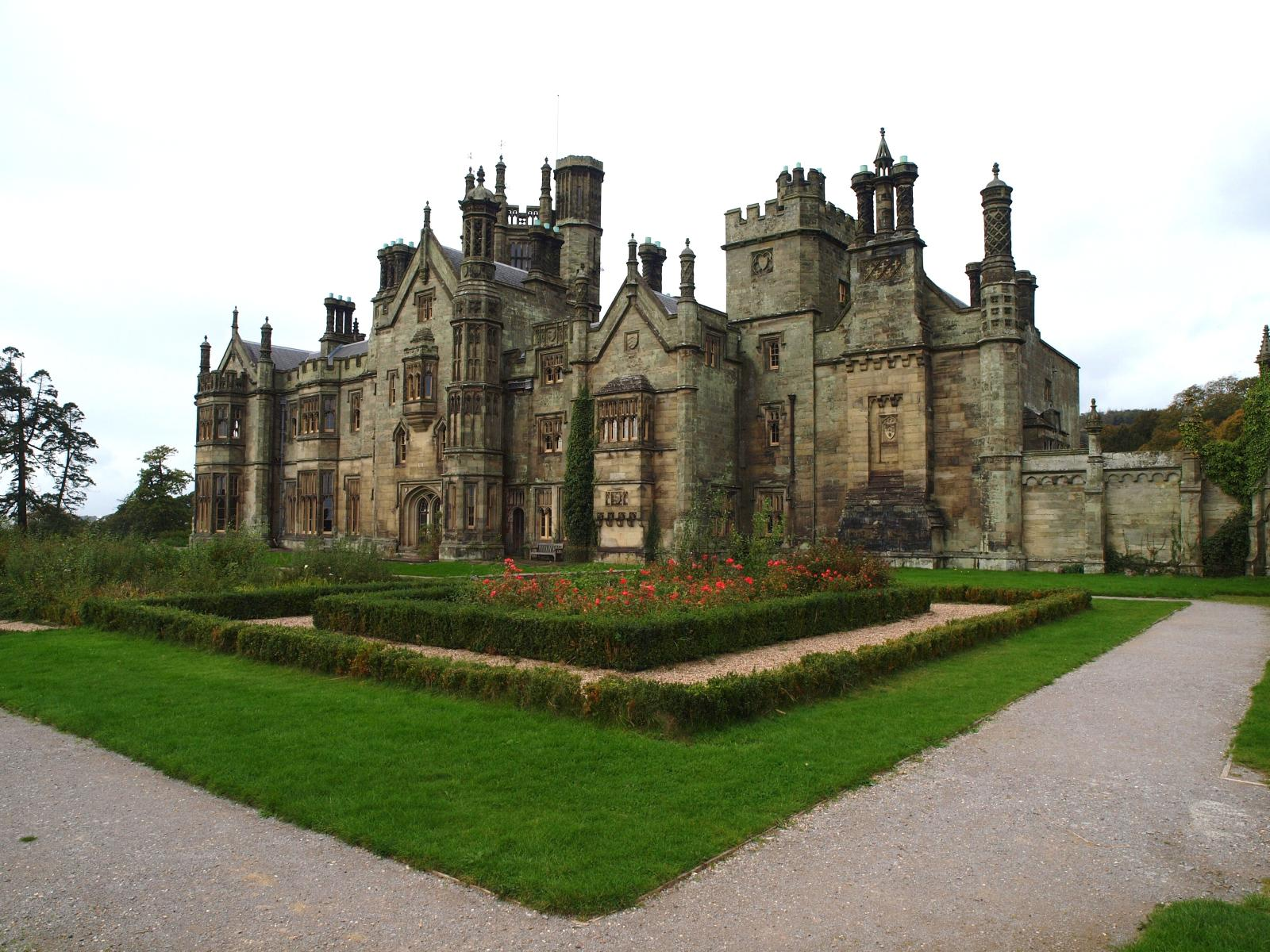
Le château de Margam, construit entre 1830 et 1835 par l'architecte Thomas Hopper (en) à Port Talbot, au Pays de Galles.